# Vestre Strandallé Station
Vestre Strandallé Station er en letbanestation og tidligere jernbanestation i bydelen Risskov i det nordlige Aarhus. Stationen ligger på Grenaabanen mellem Aarhus og Grenaa, der siden 2019 er en del af Aarhus Letbane.

## Historie
Banen blev lukket for ombygning til letbane 27. august 2016. Det var forventet, at den ville genåbne som en del af Aarhus Letbane i begyndelsen af 2018, men på grund af manglende sikkerhedsgodkendelse blev genåbningen udskudt på ubestemt tid. Godkendelsen forelå 25. april 2019, og genåbningen fandt sted 30. april 2019.

## Galleri
- Wikimedia Commons har flere filer relateret til Vestre Strandallé Station

Vestre Strandallé Station i 2014 før omdannelsen til letbane.
- Perron for tog mod Grenaa.
- Perron for tog mod Aarhus.
- Desiro-togsæt til Aarhus.
- Overkørsel.
- Endestation for linje 6A.
- Linje 6A passerer overkørslen.